# Belsay Hall
Belsay Hall est une maison de campagne de style Régence située à Belsay, dans le Northumberland. Elle est considérée comme la première maison de campagne britannique à être entièrement construite dans le nouveau style néo-grec. C'est un bâtiment classé Grade I. Il est construit pour remplacer le château de Belsay et son ancien manoir attenant à quelques centaines de mètres, et fait partie du même domaine.

## Histoire

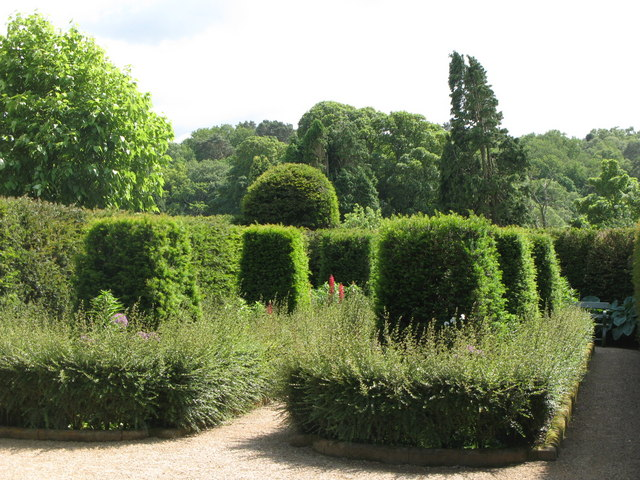
Le jardin d'ifs, Belsay Hall.

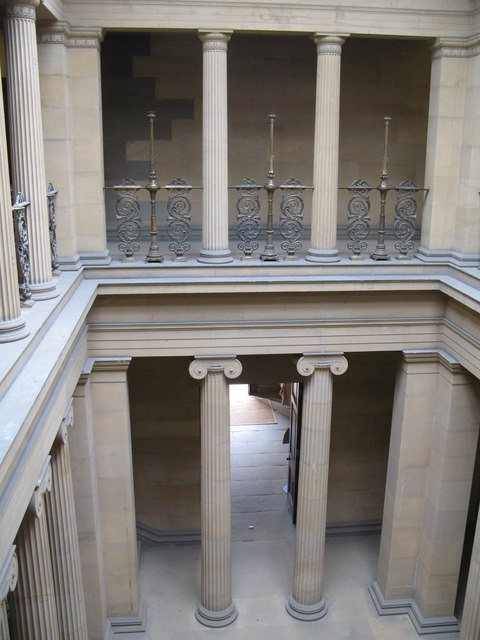
Atrium du Pillar Hall, Belsay Hall.

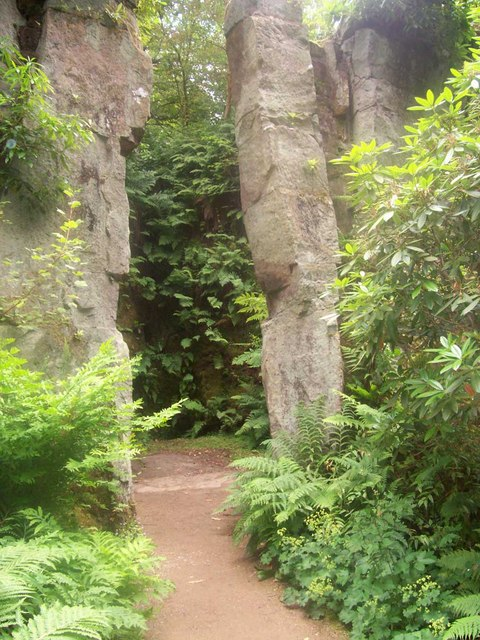
Jardin de la carrière, Belsay Hall.

La maison est construite entre 1810 et 1817 pour Sir Charles Monck (6e baronnet) (alors du château de Belsay à proximité) selon ses propres plans, peut-être assisté par l'architecte John Dobson (architecte). Il est construit en pierre de taille avec un toit en ardoise Lakeland dans le style dorique grec.
La maison mesure 100 pieds (30 m) carré, avec une aile de cuisine inférieure attachée au côté nord. Extérieurement, la maison semble avoir deux étages, bien qu'il y ait un étage supplémentaire caché dans le toit pour loger les domestiques.
Ce côté de service de la maison est gravement touché par la pourriture sèche dans les années 1970 et, à la suite de travaux de réparation, il est laissé comme une coque résistante aux intempéries pour illustrer comment la maison a été construite. Le manoir est la résidence de la famille Middleton jusqu'en 1962.

## Aujourd'hui
L'ensemble de la maison Belsay Hall est non meublé et maintenu dans un état de dégradation bénigne, seul l'entretien structurel nécessaire étant entrepris. Cela lui permet d'être utilisé comme cadre pour des installations artistiques sur mesure chaque été.
Il existe de vastes jardins, formels et naturalistes, tels que le jardin linéaire de la carrière. Les jardins sont également classés Grade I sur le Historic England Park and Garden Register.
Belsay Hall est administré par English Heritage et est ouvert au public .